# Poussinistas y rubenistas

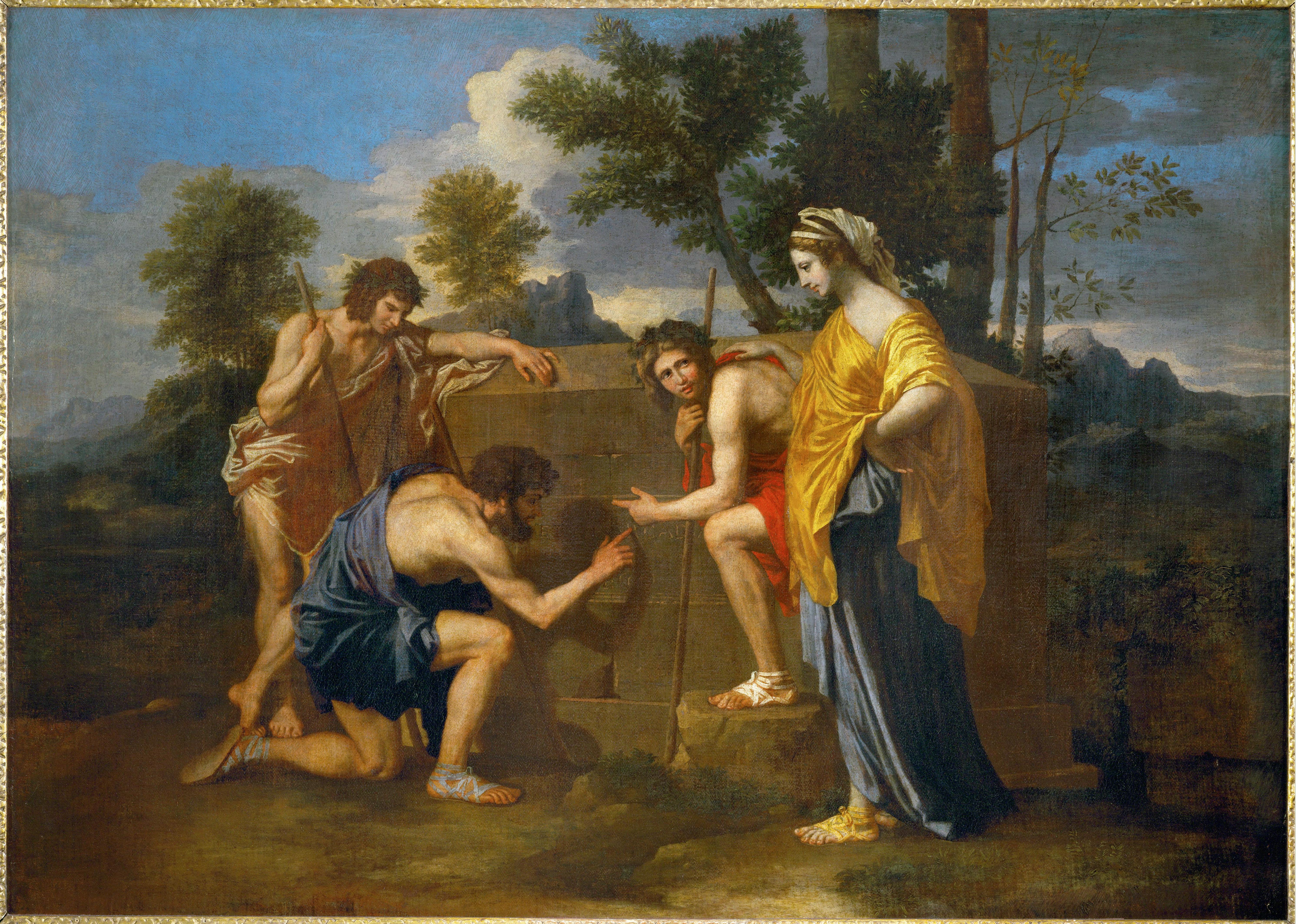
Et in Arcadia ego de Nicolas Poussin, finales de la década de 1630.

La discusión entre poussinistas y rubenistas estalló en 1671 dentro de la Academia real de pintura y de escultura francesa en relación con si el elemento más importante de la pintura era el dibujo o el color. A un lado estaban los poussinistas (en francés: poussinistes), con el nombre tomado del pintor Nicolas Poussin, que creía que el dibujo era lo más importante. En el otro lado estaban los rubenistas (en francés: rubénistes), con el nombre de Pedro Pablo Rubens, que dio prioridad al color. Hubo un fuerte agregado nacionalista en el debate, ya que Poussin era francés mientras Rubens era flamenco, aunque ninguno de los dos estaba vivo en ese momento. Después de más de cuarenta años, la resolución final del asunto a favor de los rubenistas fue tomada cuando la Peregrinación a la isla de Citera de Antoine Watteau fue aceptada como pieza de recepción por la Academia francesa en 1717. Para entonces, el rococó francés estaba en pleno apogeo.

## Argumentos
Los poussinistas creían en la idea platónica de la existencia en la mente de objetos ideales que podían ser reconstruidos en forma concreta mediante la selección, usando la razón, de elementos de la naturaleza. Para los poussinistas, por lo tanto, el color era una adición puramente decorativa a la forma y el dibujo (diseño o disegno), el uso de la línea para representar la forma, era la habilidad esencial de la pintura. Su líder fue Charles Le Brun (fallecido en 1690), director de la Academia, y sus héroes fueron Rafael, los Carracci y el mismo Poussin, cuyas obras severas y estoicas ejemplificaron su filosofía. Sus piedras de toque fueron las formas del arte clásico.

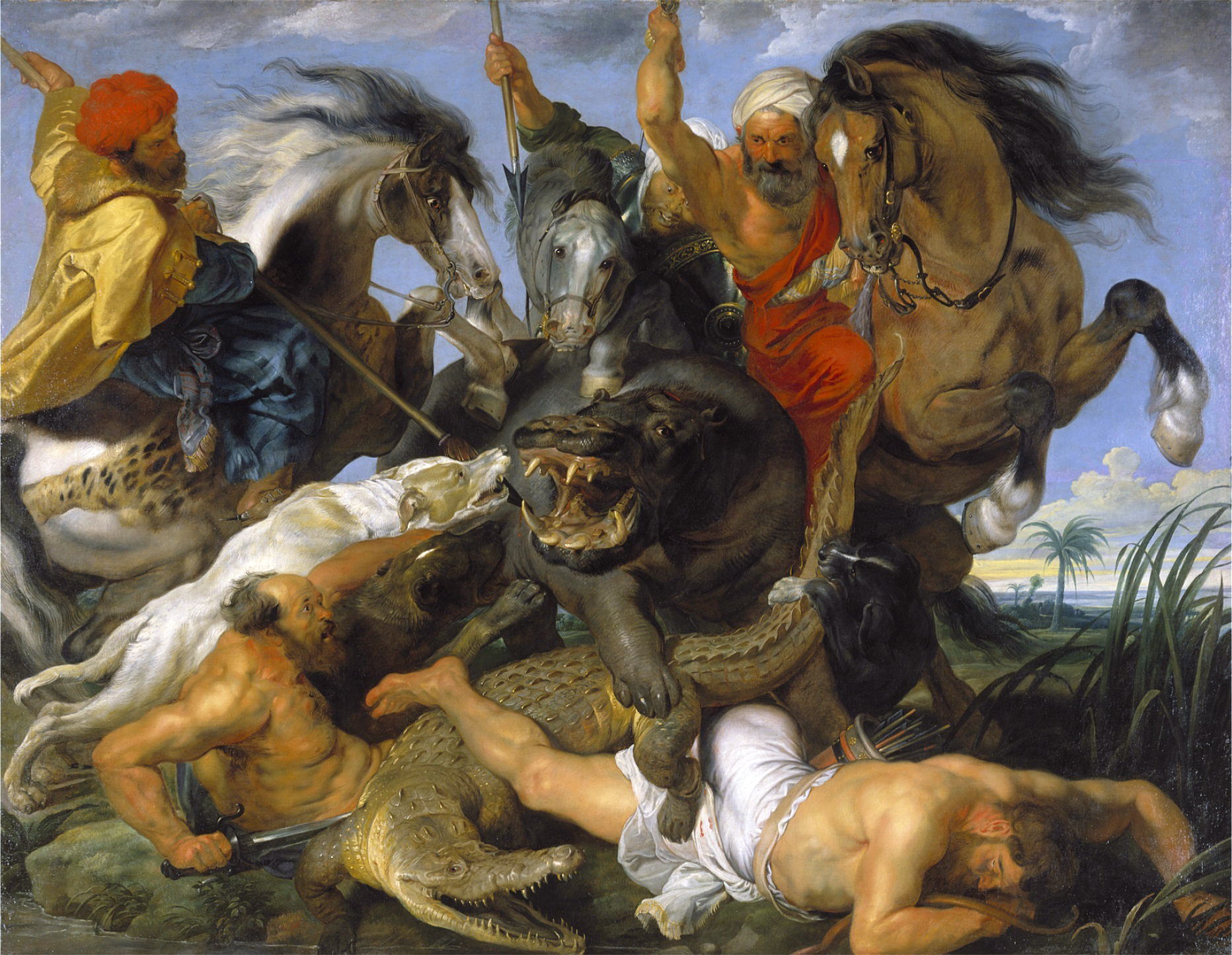
La caza del hipopótamo de Pedro Pablo Rubens, 1616.

Los rubenistas se opusieron a ellos, quienes creían que el color, no el dibujo, era superior, ya que era más fiel a la naturaleza. Sus modelos eran las obras de Rubens que había priorizado la representación precisa de la naturaleza sobre la imitación del arte clásico. Los rubenistas sostenían que el objetivo de la pintura era engañar al ojo creando una imitación de la naturaleza. El dibujo, según los rubenistas, aunque basado en la razón, atraía solo a unos pocos expertos mientras que el color podía ser disfrutado por todos. Las ideas de los rubenistas tenían, por tanto, connotaciones políticas revolucionarias, ya que elevaban la posición del laico y desafiaban la idea que había prevalecido desde el Renacimiento de que la pintura, como arte liberal, solo podía ser apreciada por la mente educada.
En 1672, Charles Le Brun, canciller de la Academia francesa, intentó detener el argumento declarando oficialmente que «la función del color es satisfacer los ojos, mientras que el dibujo satisface la mente», aunque fracasó, y el debate continuó en los panfletos de Roger de Piles, quien favoreció a los coloristas y expuso los argumentos en su Diálogo sur le Coloris de 1673 y sus Conversaciones sur la Peinture de 1677.
El argumento era similar al argumento sobre los méritos del disegno y colore en Italia en el siglo XV, pero con un carácter particularmente francés, ya que la importancia del dibujo era uno de los principios clave de la Academia francesa y cualquier ataque contra él era efectivamente un ataque a todo lo que representaba la Academia, incluidas sus funciones políticas en apoyo del Rey.
Hasta cierto punto, el debate giraba simplemente en torno a si era aceptable pintar únicamente para dar placer al espectador sin los propósitos más nobles típicos de una pintura «histórica».

## Resolución

Peregrinación a la isla de Citera de Antoine Watteau, 1717.

El éxito de los rubenistas se logró cuando Roger de Piles fue elegido miembro (como aficionado) de la Academia francesa en 1699, y la señal final de que los rubenistas habían ganado llegó cuando se aceptó Peregrinación a la isla de Citera de Antoine Watteau como pieza de recepción por parte de la Academia en 1717.
La aceptación de Watteau fue, sin embargo, quizás no todo lo que él podría haber esperado. Cuando solicitó unirse a la Academia, no había una categoría adecuada para sus obras de fête galante, por lo que la academia simplemente creó una en lugar de rechazar su solicitud, describiéndolo como un peintre des festes galantes («pintor de festivales galantes»). Si bien esto reconoció a Watteau como el creador de ese género, y fue una marca significativa de aceptación tanto de él como de su estilo de pintura, también impidió que se lo reconociera como un pintor de historia, la clase más alta de pintor y el único del cual los profesores de la academia se sentían atraídos. Charles-Antoine Coypel, hijo del entonces director, dijo de manera contundente: «Las encantadoras pinturas de este gracioso pintor serían una mala guía para quien quisiera pintar los Hechos de los Apóstoles.»
Watteau es considerado el más grande de los artistas rubenistas. Otros rubenistas importantes son François Boucher y Jean-Honoré Fragonard. Jean-Baptiste-Siméon Chardin se benefició del nuevo interés encontrado por la naturaleza muerta y la pintura de género.

## Significancia
El debate y el desarrollo superpuesto del rococó en la Francia del siglo XVIII se han visto como una forma de renacimiento. Michael Levey ha señalado que fue durante el siglo XVII cuando las nuevas categorías de género, paisaje y naturaleza muerta se establecieron con su énfasis en la observación de la naturaleza y, por lo tanto, los argumentos de los rubenistas equivalieron a un renacimiento de las tradiciones existentes del naturalismo y un llamado a una mayor disciplina en la pintura en lugar de representar una actitud de licencia general o laissez-faire como a veces se supone.
La discusión también tuvo lugar durante el comienzo de la Ilustración y los rubenistas encontraron apoyo en el Ensayo sobre el entendimiento humano a de John Locke (1690), que sostenía que todas las ideas derivaban de la experiencia y que ninguna era innata. Jean-Baptiste Dubos observó que lo que se comprendía a través de la mente palidecía en comparación con lo que se aprehendía a través de los sentidos.